# 谷金楼镇
谷金楼镇，原为谷金楼乡，是中华人民共和国河南省濮阳市南乐县下辖的一个乡镇级行政单位。2020年6月，撤乡设镇，现区划代码为410923106。

## 行政区划
谷金楼镇下辖以下地区：
谷金楼集村、宋谷金楼村、闫李谷金楼村、西邵郭村、东邵郭村、孟郭村、官庄村、南杨村、西小楼村、韩村、后岳连村、前岳连村、后平邑村、中平邑村、前平邑村、东平邑村、三坡村、十里屯村、吴家屯村、李家屯村、六屯村、崔方山固村、后陈家村、梁方山固村和王方山固村。